# Bryocamptus pilosus
Bryocamptus pilosus är en kräftdjursart som beskrevs av Flössner 1989. Bryocamptus pilosus ingår i släktet Bryocamptus och familjen Canthocamptidae. Inga underarter finns listade i Catalogue of Life.